# Židé v Dobříši

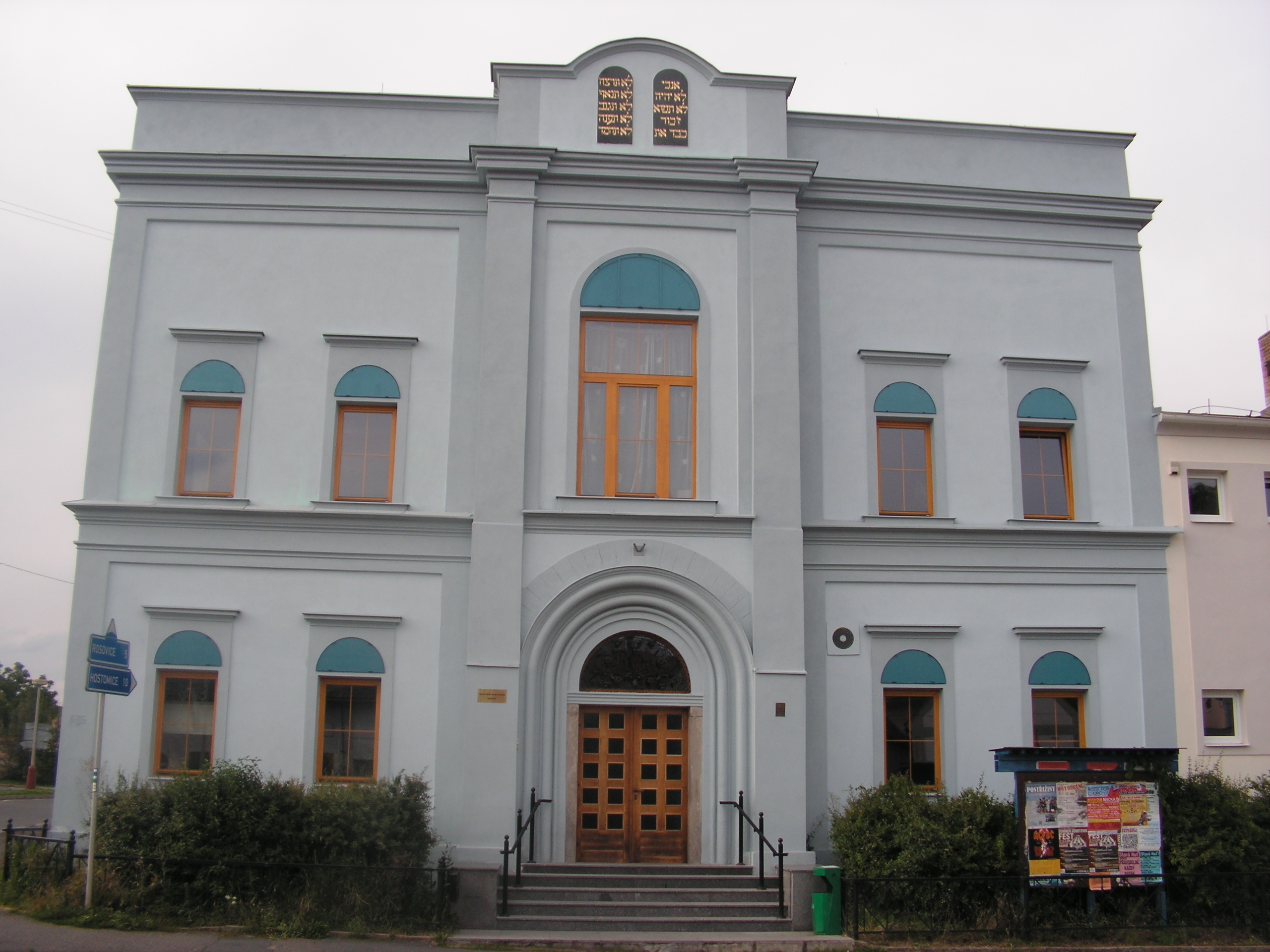
Budova bývalé dobříšské synagogy. Dnes kulturní dům

Židovská komuita v Dobříši existovala od 17. století. Zanikla v důsledku holokaustu. Památkou na kdysi početnou židovskou obec, jejíž členové se zasloužili o prudký ekonomický rozkvět města, je zdevastovaný židovský hřbitov a adaptovaná budova synagogy.

## Historie židovské obce

### První židovské osídlení
Židovské osídlení v Dobříši, vzhledem k důležitosti dobříšské obchodní cesty, spojující odpradávna Prahu a Pasov, existovalo zřejmě již v období středověku, nemáme o něm ale žádné údaje. Prof. Dr. Klement Salač, autor příspěvku Geschichte der Juden in Dobřiš – Dějiny Židů v Dobříši ze Sborníku Hugo Golda, se domnívá, že už v 10. století sem mohli dočasně zavítat Židé – obchodníci z Prahy a že natrvalo a legálně se zde Židé usadili během třicetileté války. Předseda dobříšské židovské obce v letech 1862–1879 Markus Levinský tvrdí, že obec existuje – podle ústní tradice – zhruba od roku 1500.
První doložená zmínka o Židech je z roku 1645 a jedná se o povolení vrchnosti ke zřízení chevry kadišy. První náhrobek na židovském hřbitově je datován rokem 1650.
Z konce 17. a z 18. století již existují poměrně přesné prameny, udávající polohu tzv. židoven neboli Schutzhausů, což byly židovské domy postavené na sedlácké půdě (podle tehdejších zákonů Židé nesměli vlastnit půdu). Na Dobříši byly takovéto domy údajně tři: 1. Mayerovna, kde byla židovská modlitebna neznámého stáří do doby, než zde byl roku 1797 vystavěn Kostel Nejsvětější Trojice; 2. Judovna, kde dříve stála Levinského octárna a 3. tzv. Klingerovna – na náměstí, prý dodnes zachovaná.

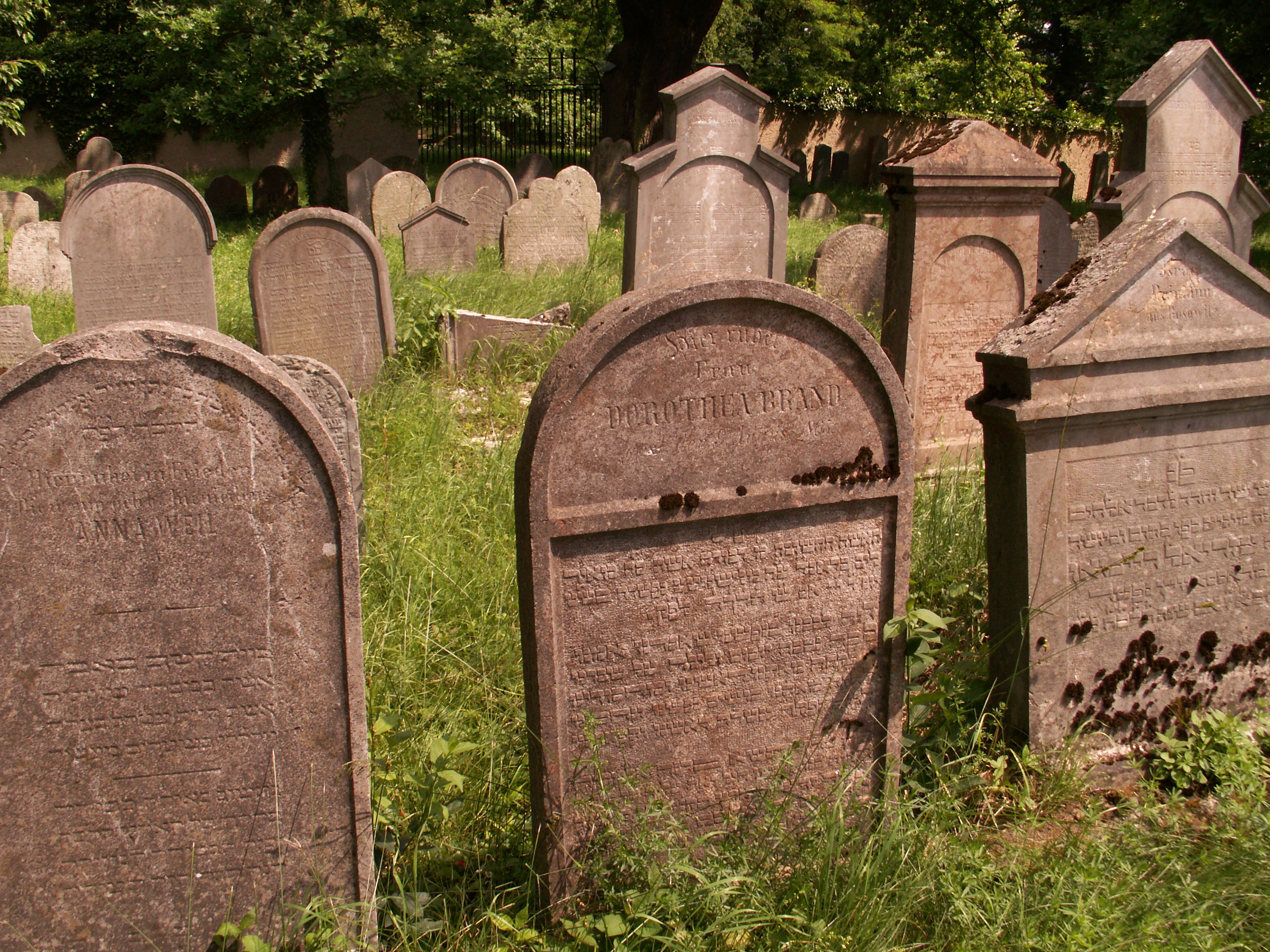
Dobříšský židovský hřbitov – stará část. Stav červen 2010

Na konci 18. a začátkem 19. století již existují soupisy židovských rodin, přináležejících k dobříšským velkostatkům. Jsou to: Mayer, Wurm, Levinský (Lövi), Abeles, Salamon, Jáchym, Perelman (Stará Huť), Rosenfeld, Fischer, Stern, Getreu, Langer (Druhlice), Schwarz (Druhlice), Eisner (Třtí), Rubín (Višňová), Bonda, později Bondy (Druhlice), Reimann (Rosovice), Schalek (Druhlice), Glück (Druhlice), Bejk, později Bek či Beck. Původní jména těchto rodin se nezachovala, neboť
Zaměstnáním byli zdejší Židé zejména hauzírnici, tj. podomní obchodníci, zejména vébou, suknem, obilím či peřím. S počátkem 19. století nastupují i řemesla; Markus Bernard Eisner ze Třtí byl koželuh a jirchář, jeho syn Wolf knihař, druhý syn Mojžíš sklenář a nejmladší Jakub řezník. Nejstarší syn Markuse Bernarda Lazar se vyučil otcovu řemeslu a z jeho tří synů nejstarší, Bernard, převzal zase knihařské řemeslo svého strýce Wolfa a naučil jej i svého syna Ludvíka.
Během 19. století židovských rodin na Dobříši přibývalo. Na stanovách Chevry kadišy z roku 1806 jsou mj. podpisy Schick, Fuchs (Rosovice), Fleischmann (Svaté Pole), Lichtner (Sychrov), Goldfünger (Knín), Klinger, Rezek (Čelyň), Klein (Čelyň), Růžička, Grün (Čelyň), Singer (Čelyň), Fleischner (Čím), Neumann (Nová Ves) a Friedmann (Čelyň).

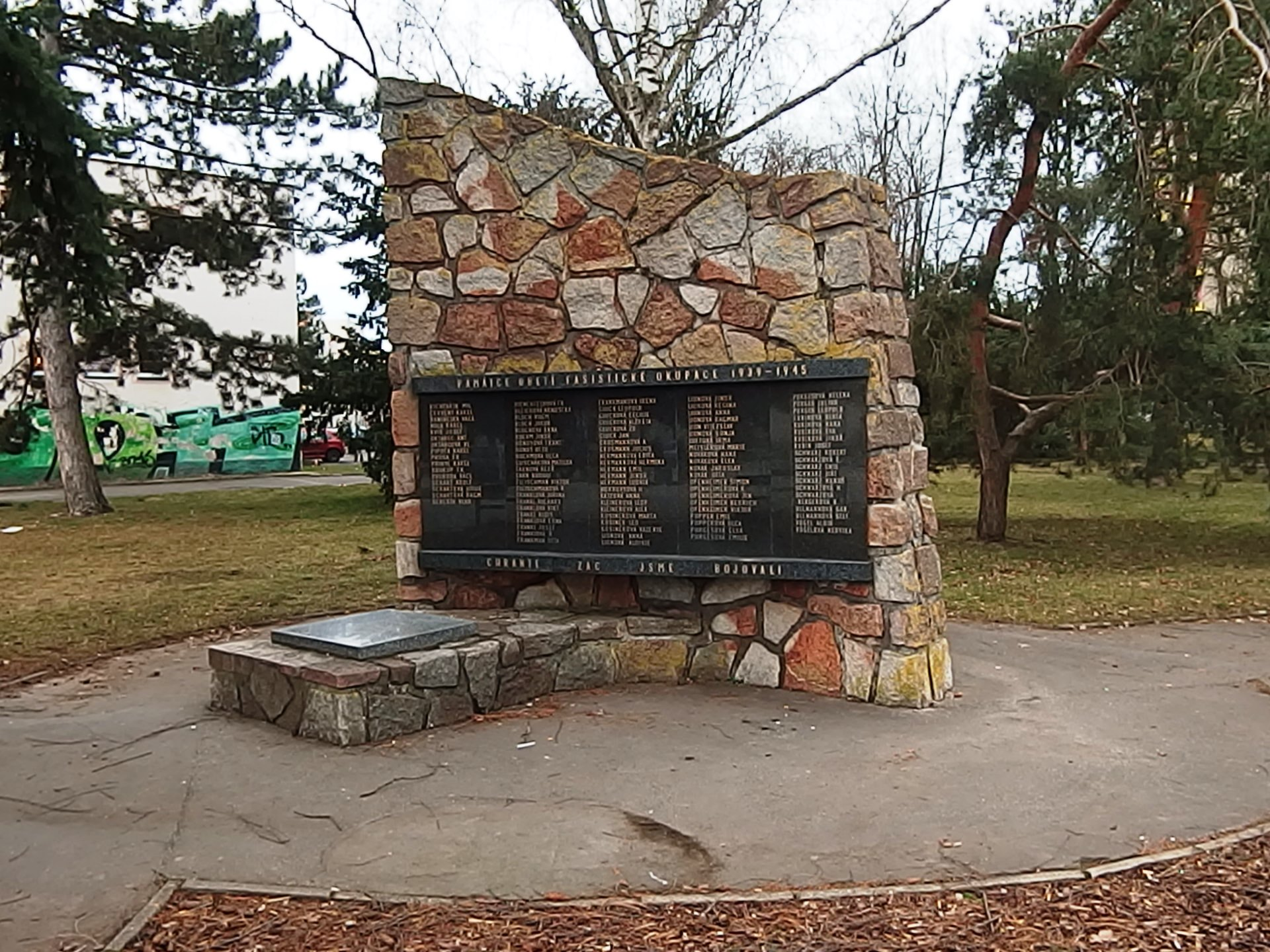
Pomník obětem druhé světové války na Mírovém náměstí

### Novodobá židovská obec
Novodobá ŽNO byla založena v roce 1890 sloučením menších lokálních židovských obcí; druhlické, hřiměždické, čelyňské, novoknínské a čímské. Dobříšská ŽNO se stala federativní obcí pro tyto zrušené malé obce.